# Kathy Long
Pour les articles homonymes, voir Long.
Kathy Long est une actrice et championne de kick-boxing américaine, née le 21 avril 1964 à Saint-Louis (Missouri).

## Biographie
Long est championne de kick-boxing féminin dans les années 1980, obtenant cinq fois le titre de championne du monde. Elle arrête sa carrière sur un record de 18-1. Elle a essayé aussi la boxe féminine, mais sans autant de succès. 
Elle a été femme de l'année du magazine Blackbelt en 1991, puis combattante de l'année (Full Contact Fighter of the Year) en 1992.
Ces particularités ont fait d'elle une actrice de choix pour des films d'action de seconde zone, et une doublure intéressante pour certaines stars blondes, comme Michelle Pfeiffer.

## Filmographie

### comme actrice
- 1981 : Ferocious Female Kickboxing
- 1992 : Rage and Honor : Fros-T
- 1993 : Street Justice (série TV) : Lisa J Hansen
- 1993 : Les Chevaliers du futur (Knights) : Nea
- 1994 : Tueurs nés (Natural Born Killers) : l'agent féminin qui frappe Mickey
- 1995 : The Stranger : l'étrangère
- 1995 : Walker, Texas Ranger (série TV) : Jane Cousins
- 1995 : Iron Fist (Under the Gun) : Lisa Kruse
- 1997 : Romy et Michelle, les reines de la soirée (Romy and Michele's High School Reunion) : l'entraîneuse de kick boxing
- 2009 : End Game : journaliste
- 2011 : River of Darkness (en) de Bruce Koehler : Amy Williams
- 2012  : Art of Submission : dans son propre rôle
- 2012 : Santa's Summer House : Sadie

### comme doublure
- Batman, le défi (Batman Returns 1992) (doublure de Michelle Pfeiffer)